# ريان فاركوهار
ريان فاركوهار (بالإنجليزية: Ryan Farquhar)‏ مواليد 2 فبراير 1976 في أيرلندا الشمالية، هو متسابق دراجات نارية أيرلندي فاز بكأس جزيرة مان السياحية.

## البطولات
- كأس جزيرة مان السياحية 2004
- كأس جزيرة مان السياحية 2012